# Gigi Marsico
Egidio Marsico, noto come Gigi Marsico (Venezia, 5 ottobre 1920 – Venezia, 5 aprile 2002), è stato un cestista e allenatore di pallacanestro italiano.
È stato uno degli sportivi più rappresentativi della pallacanestro veneziana. Sono ben 31 gli anni trascorsi alla Reyer Venezia in qualità di giocatore o allenatore.

## Carriera
Inizia a dieci anni alla Die'n'ai, campo parrocchiale dei Gesuiti a Venezia. A diciotto anni passa alla Reyer Venezia, espressamente voluto da Amerigo Penzo. È il momento in cui il club si appresta a vivere i suoi maggiori successi, con la conquista di due scudetti consecutivi. Marsico diventa ben presto uno dei pilastri della squadra, partecipando al successo dei due titoli nel 1941-42 e nel 1942-43 e alla conquista del Trofeo Mairano (11-13 giugno 1948). Marsico occupa il ruolo di play-guardia, e rimane a Venezia fino al 1954.
A Venezia svolge anche il doppio incarico di allenatore-giocatore; mantiene il doppio ruolo anche alla Lanerossi Schio nel 1955-56, ed alla Junghans Venezia nel 1956-57.
Torna alla Reyer Venezia nel 1957: allena la prima squadra per due stagioni; nel 1959 passa alle giovanili, divenendo allenatore e responsabile del settore giovanile. Manterrà l'incarico fino al 1968.
Negli anni settanta, oltre a ricoprire l'incarico di Fiduciario Prov.le Comitato Allenatori Federali, allena nelle serie minori: Castelfranco Veneto, Lido di Venezia, San Donà di Piave, Die'n'ai Venezia. Torna a lavorare con il settore giovanile alla Pallacanestro Treviso dal 1977 al 1980, ed ancora alla Reyer Venezia dal 1980 al 1982. Negli anni ottanta allena anche il Favaro Veneto e le giovanili del Basket Spinea.
Si ritira dal mondo della pallacanestro nel 1995, dopo essere stato dal 1989 direttore tecnico dell'ABC Mestre (squadra di Augusto Giomo e figlio Nicola) e Componente Commissione Regionale Allenatori del Veneto dal 1984 al 1995.
Nel corso della carriera ha ricevuto la medaglia d'argento per alti meriti sportivi, conferita dalla Reyer Venezia il 26 ottobre 1971. È stato nominato Allenatore Benemerito con delibera della Federazione Italiana Pallacanestro il 3 febbraio 1989.
Marsico muore il 5 aprile 2002. In sua memoria viene annualmente organizzato il "Torneo delle Province Venete Gigi Marsico", e viene conferito un premio ad un allenatore che si è particolarmente distinto nell'attività giovanile.
Il 5 giugno del 2013 gli viene intitolata la palestra di Sant'Alvise a Venezia.

## Palmarès
Giocatore
- Scudetti: 2

1941-42, 1942-43

## Galleria d'immagini

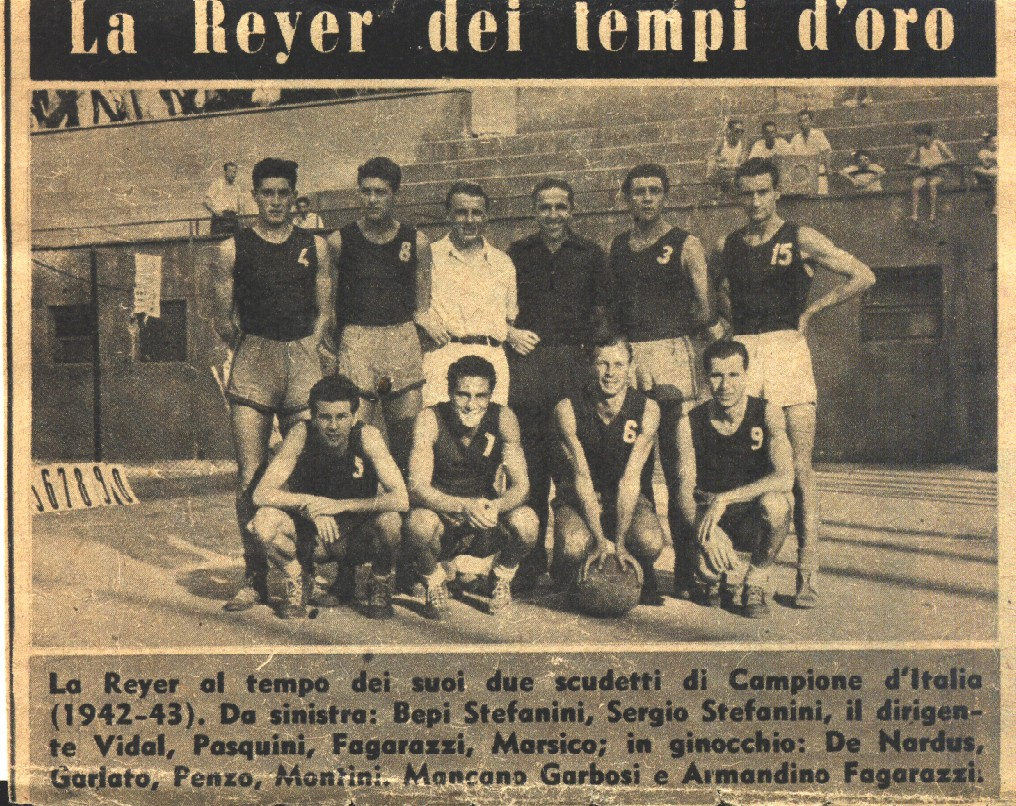
Formazione Scudetto 1942-43
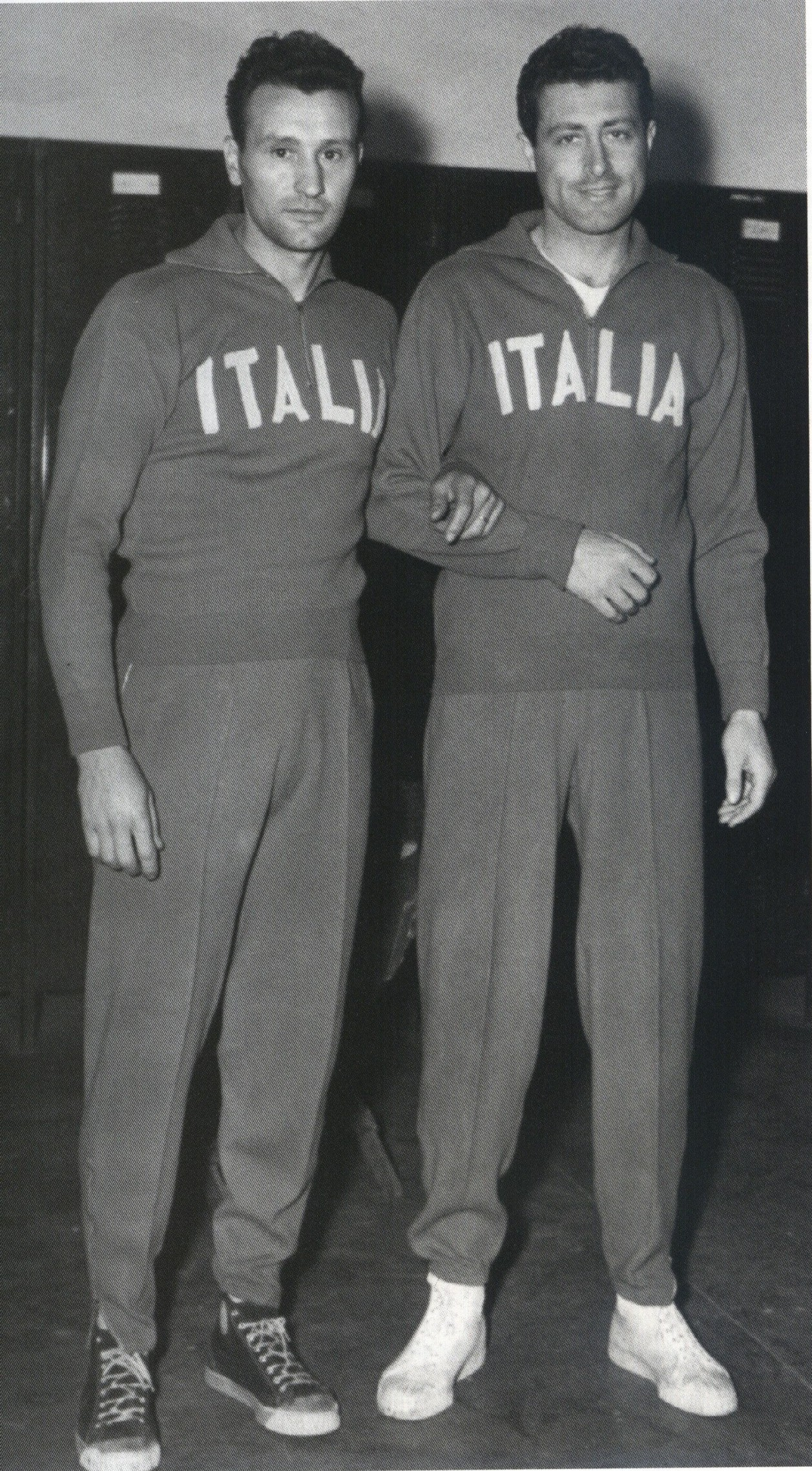
Gigi Marsico con Sergio Stefanini nel 1951
La Reyer nel 1957-1958 allenata da Marsico promossa al campionato di 1ª Serie
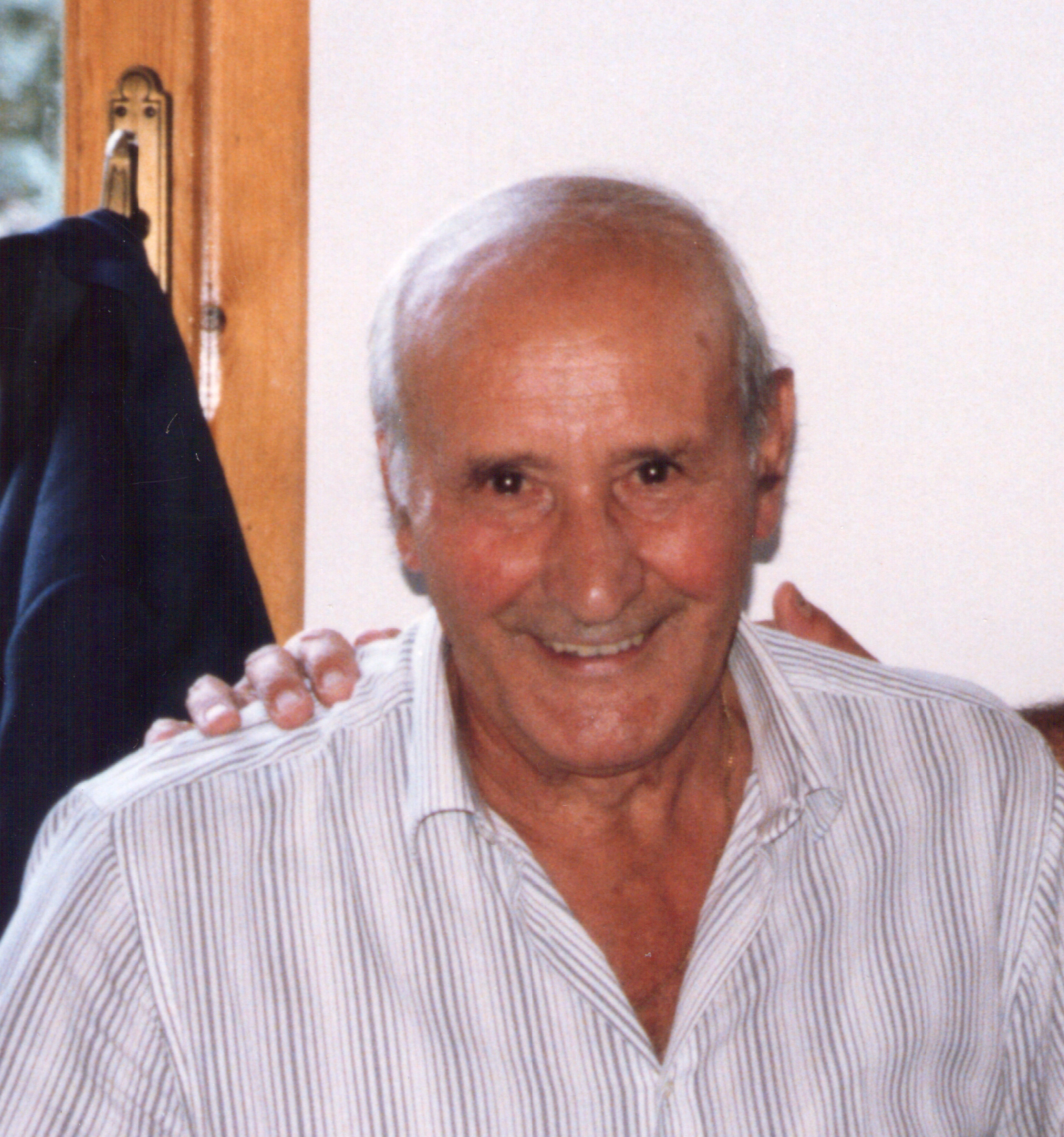
Gigi Marsico
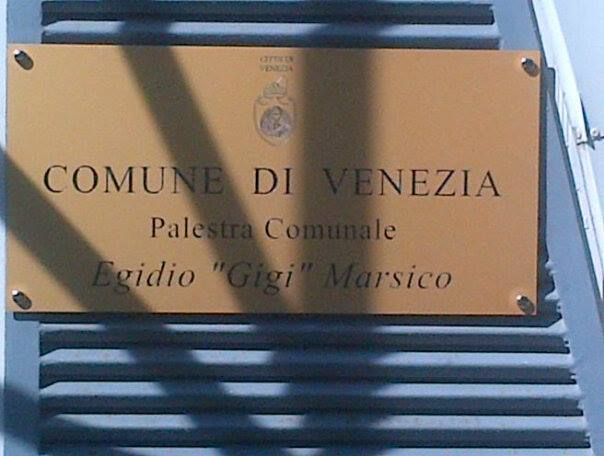
Targa Palestra di Sant'Alvise a Venezia